# Europese Vakbondscomité voor Onderwijs
Het Europese Vakbondscomité voor Onderwijs (EVO), in het Engels European Trade Union Committee for Education (ETUCE) en in het Frans Comité syndical européen de l’éducation (SCEE), is een Europese koepelorganisatie van 138 vakbonden en vakcentrales die de belangen van werknemers in het onderwijs in 46 Europese landen behartigt. De organisatie is opgericht in 1981 en haar hoofdzetel is gelegen in Brussel. Voorzitter is Martin Rømer. De bond wordt ook wel aangeduid als Europees Vakbondscomité voor Onderwijsgevenden en Europees Vakbondscomité voor Onderwijspersoneel.

## Aangesloten vakbonden en vakcentrales
Voor België zijn de ABVV-vakcentrales ACOD Onderwijs en de AC aangesloten. Voor het ACV zijn dit de COC, de COV en het ACV Openbare Diensten. Daarnaast heeft ook het VSOA een lidmaatschap. Voor Nederland zijn dit respectievelijk AOb en CNV Onderwijs.